# Stanisław Burza
Stanisław Burza (ur. 26 września 1977 w Tuchowie) – polski żużlowiec, występujący również na długim torze.

## Życiorys
Pierwsze treningi odbył w 1996 (wcześniej, będąc niepełnoletni, z uwagi na sprzeciw rodziców nie mógł trenować). Jego pierwszym trenerem był Marian Wardzała. Egzamin na licencję żużlową zdał w 1997 i w tym samym roku zadebiutował w lidze w meczu z TŻ Lublin (6 punktów: 3,3) Jego pierwszym klubem była Unia Tarnów, wówczas II-ligowa. W 1999 miał półroczną przerwę z powodu odbywania służby wojskowej. W 2000 nie startował z powodu złamania obu rąk, a w 2001 w pierwszym meczu złamał kręgosłup i sezon rozpoczął dopiero od rundy play-off.
Przez kolejne dwa lata startował w I lidze, a od 2004 w Ekstralidze. W Ekstralidze Burza startował jednak mniej – z uwagi na wzmocnienia klubu, który w 2004 i 2005 zdobył mistrzostwa Polski.
W sezonie 2007 został wypożyczony do Startu Gniezno. Był również zawodnikiem zespołu startującego w Premier League – Berwick Bandits.
Przygotowania do sezonu 2008 rozpoczął od podpisania kontraktu w Orle Łódź oraz Coventry Bees. Jest jednym z siedmiu Polaków regularnie startujących w Elite League. Z uwagi na niską średnią pełnił funkcję mocnego rezerwowego drużyny Pszczół. W sierpniu odszedł z Brandon do Belle Vue Aces.
Startował także w wyścigach żużlowych na długim torze (long track).
W czerwcu 2023 zakończył karierę. 

## Życie prywatne
Żonaty z Małgorzatą. Pod koniec 2006 roku urodziła się im córka Justyna.

## Kluby
- Polska: Unia Tarnów (1997-2006), Start Gniezno (2007), Orzeł Łódź (2008-2010), Kaskad Równe (2011), Wanda Kraków (2012), Kolejarz Opole (2013-2014), Orzeł Łódź (2015), Wanda Kraków (2016), SpeedCar Motor Lublin (2017), KSM Krosno (2018), Wilki Krosno (2019)[3][4]
- Szwecja: Bysarna Visby (2004-2005)
- Wielka Brytania: Berwick Bandits (2006-2007), Oxford Cheetahs (2006), Coventry Bees (2007-2008), Belle Vue Aces (2008), Berwick Bandits (2009)
- Czechy: Zlatá Přilba Pardubice (2004-2007), PK Pilzno (2010), Zlatá Přilba Pardubice (od 2011)

## Osiągnięcia
- Indywidualne Mistrzostwa Polski:
  - 2003 (Bydgoszcz) – 10. miejsce

- Drużynowe Mistrzostwa Polski:,
  - 2004 – 1. miejsce
  - 2005 – 1. miejsce
  - 2006 – 4. miejsce

- Drużynowe Mistrzostwa Czech:
  - 2004 – 1. miejsce (z Zlatá Přilba Pardubice)

- Drużynowe Mistrzostwa Wielkiej Brytanii:
  - 2007 – 1. miejsce (z Coventry Bees)

- Inne turnieje:
  - Zlatá přilba – 4. miejsce (1998), 6. miejsce (2004)
  - Puchar MACEC – 1. miejsce (2004)
  - Puchar Miasta Równe – 3. miejsce (2004)
  - Puchar Prezydenta Krosna – 4. miejsce (2004)

- Tarnowski Plebiscyt Sportowy:
  - 2001 – 2. miejsce
  - 2003 – 1. miejsce
  - 2004 – 3. miejsce

- Gala Sportów Motorowych
  - 2003 – 4. miejsce